# Saison 2017-2018 de l'US Sassuolo
Maillots
Dernière mise à jour : 1er octobre 2022.
Chronologie
Saison précédente Saison suivante
La saison 2017-2018 de l'Unione Sportiva Sassuolo Calcio voit l'équipe première être engagée dans deux compétitions que sont la Serie A et la Coupe d'Italie. Pour la première fois depuis la montée en première division, l'équipe n'est pas dirigée par Eusebio Di Francesco, parti à l'AS Roma, mais par Cristian Bucchi qui arrive d'une saison correcte à l'AC Perugia Calcio. Après un début de saison cauchemardesque, il est rapidement remplacé par Giuseppe Iachini.

## Classement en Serie A
| Rang | Équipe             | Pts | J  | G  | N  | P  | Bp | Bc | Diff |
| ---- | ------------------ | --- | -- | -- | -- | -- | -- | -- | ---- |
| 1    | Juventus FC T C    | 95  | 38 | 30 | 5  | 3  | 86 | 24 | +62  |
| 2    | SSC Naples         | 91  | 38 | 28 | 7  | 3  | 77 | 29 | +48  |
| 3    | AS Rome            | 77  | 38 | 23 | 8  | 7  | 61 | 28 | +33  |
| 4    | Inter Milan        | 72  | 38 | 20 | 12 | 6  | 66 | 30 | +36  |
| 5    | SS LazioS          | 72  | 38 | 21 | 9  | 8  | 89 | 49 | +40  |
| 6    | AC Milan           | 64  | 38 | 18 | 10 | 10 | 56 | 42 | +14  |
| 7    | Atalanta Bergame   | 60  | 38 | 16 | 12 | 10 | 57 | 39 | +18  |
| 8    | ACF Fiorentina     | 57  | 38 | 16 | 9  | 13 | 54 | 46 | +8   |
| 9    | Torino FC          | 54  | 38 | 13 | 15 | 10 | 54 | 46 | +8   |
| 10   | Sampdoria de Gênes | 54  | 38 | 16 | 6  | 16 | 56 | 60 | -4   |
| 11   | US Sassuolo        | 43  | 38 | 11 | 10 | 17 | 29 | 59 | -30  |
| 12   | Genoa CFC          | 41  | 38 | 11 | 8  | 19 | 33 | 43 | -10  |
| 13   | Chievo Vérone      | 40  | 38 | 10 | 10 | 18 | 36 | 59 | -23  |
| 14   | Udinese Calcio     | 40  | 38 | 11 | 4  | 22 | 48 | 63 | -15  |
| 15   | Bologne FC         | 39  | 38 | 11 | 6  | 21 | 40 | 52 | -12  |
| 16   | Cagliari Calcio    | 39  | 38 | 11 | 6  | 21 | 33 | 61 | -28  |
| 17   | SPAL P             | 38  | 38 | 8  | 14 | 16 | 39 | 59 | -20  |
| 18   | Crotone FC         | 35  | 38 | 9  | 8  | 21 | 40 | 66 | -26  |
| 19   | Hellas Vérone P    | 25  | 38 | 7  | 4  | 27 | 30 | 78 | -48  |
| 20   | Bénévent CalcioP   | 21  | 38 | 6  | 3  | 29 | 33 | 84 | -51  |

Qualifications européennes
Ligue des champions 2018-2019
- 1er, 2e, 3e et 4e : phase de groupes

Ligue Europa 2018-2019
- 5e et 6e : phase de groupes

- 7e : deuxième tour qualificatif

Relégation
- 18e, 19e et 20e : relégation en Serie B 2018-2019

Abréviations
- T : Tenant du titre
- C : Tenant de la Coupe d'Italie
- S : Tenant de la Supercoupe
- P : Promus de Serie B 2016-2017

## Coupe d'Italie de football
Les neroverdi rencontrent en 32e de finale La Spezia Calcio, club de Serie B, qu'ils éliminent sur le score de 2 à 0, avec des buts de Domenico Berardi et Simone Missiroli. Ils rencontrent en 16e de finale le FC Bari, autre club de Serie B, qu'ils battent également, sur le score de 1-0 cette fois. Sassuolo s'inclinera finalement en 8e de finale contre le club Européen de l'Atalanta Bergame, 1-0.

## Effectif
L'effectif professionnel de la saison 2017-2018 est entraîné par Cristian Bucchi et ses adjoints pour la première année après une saison réussie avec l'AC Perugia Calcio. Il remplace Eusebio Di Francesco, parti pour l'AS Roma. Après un début de saison catastrophique, avec seulement trois victoires en 13 rencontres et une défaite contre le promu et relégable Hellas Verone, il est finalement remplacé par Giuseppe Iachini qui réussit lui ses débuts avec quatre victoires en six matchs, dont une de prestige face à l'Inter.